# Charles d’Orléans de Rothelin

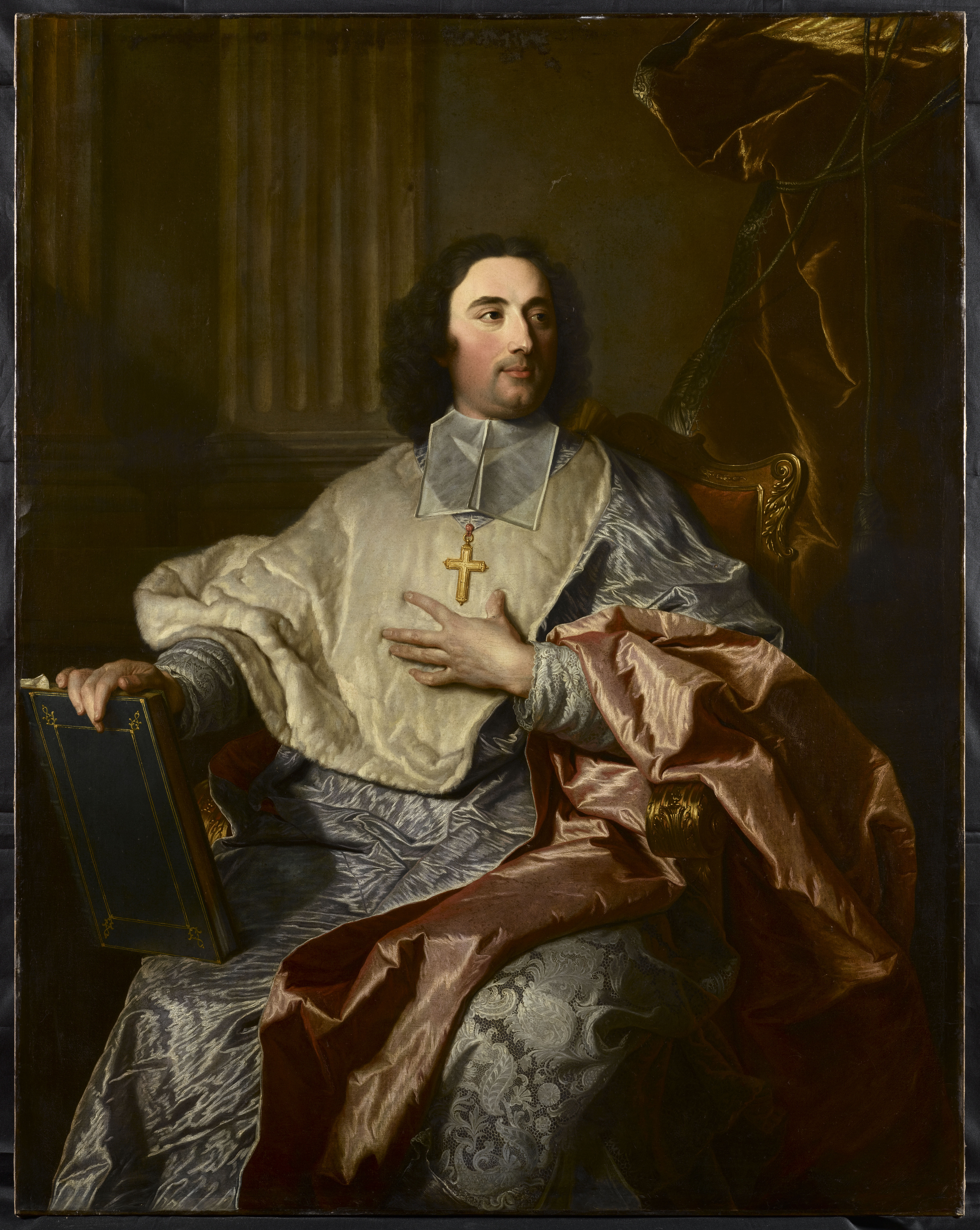
Charles d’Orléans de Rothelin

Charles d’Orléans de Rothelin, genannt l’Abbé de Rothelin (* 5. August 1691 in Paris; † 17. Juli 1744 ebenda) war ein französischer Geistlicher, Theologe, Numismatiker und Gelehrter und seit 1728 Mitglied der Académie française.

## Familie
Charles entstammte dem Geschlecht Orléans-Rothelin, einer illegitimen Nebenlinie des Hauses Orléans-Longueville, und war in der weiblichen Linie ein Nachkomme des Markgrafen Philipp von Hachberg-Sausenberg. Zu seinen Vorfahren gehörte auch Jean de Dunois, der Kampfgefährte der Jeanne d’Arc. Er war das sechste und jüngste Kind von Henri II. von Orléans-Rothelin († 1691) und Gabrielle Eléonore de Montault de Navailles († 1698).

## Leben
Rothelin kannte seinen Vater, der zwei Monate nach seiner Geburt in der Schlacht bei Leuze umkam, nicht und verlor auch seine Mutter im Kindesalter. Da auch seine Großeltern starben, bevor er neun Jahre alt war, kümmerte sich seine ältere Schwester Suzanne de Clère (1677–1751) um seine Erziehung. Er besuchte das Collège d’Harcourt und promovierte 1716 in Theologie.
1717 starb seine Tante, die Herzogin von Elbeuf Françoise de Montault (1653–1717), kinderlos und hinterließ ein namhaftes Erbe, das teilweise Rothelin zukam.
Als Protegé von Kardinal de Polignac begleitete er diesen 1723 auf seiner Reise nach Rom und war auch 1724 im Umfeld des Kardinals, der am Konklave teilnahm, das Papst Benedikt XIII. wählte.
1726 wurde er zum Abt der Benediktinerabtei Notre-Dame de Cormeilles ernannt. Diese Pfründe brachte ihm 12000 Livres pro Jahr ein und ermöglichte ihm seine Studien. Bei seiner Übernahme befand sich die Abtei in einem schlechten Zustand und hatte nur noch zwei Mönche, aber gute Einkünfte aus ihren englischen Propsteien. Bis zu seinem Tod wuchs der Konvent wieder auf 11 Mitglieder.
1728 wurde er zum Mitglied der Académie française gewählt, wo er bis zu seinem Tod den 11. Sitz einnahm. 1733 wurde er als membre honoraire auch in die Académie des Inscriptions et Belles-Lettres gewählt. Er arbeitete auch an der dritten Auflage des Dictionnaire de l’Académie française mit.
Auch Voltaire schätzte Rothelin und bat ihn 1733 vor der Veröffentlichung in Frankreich um eine Stellungnahme zu seinen Lettres philosophiques. Rothelin war der Meinung, dass Voltaires Werk die königliche Zensur ohne die Entschärfung einiger Passagen nicht passieren werde. Tatsächlich wurde das Werk dann auch verboten und ein Haftbefehl gegen Voltaire ausgestellt. Voltaire widmete Rothelin auch einen Vers.

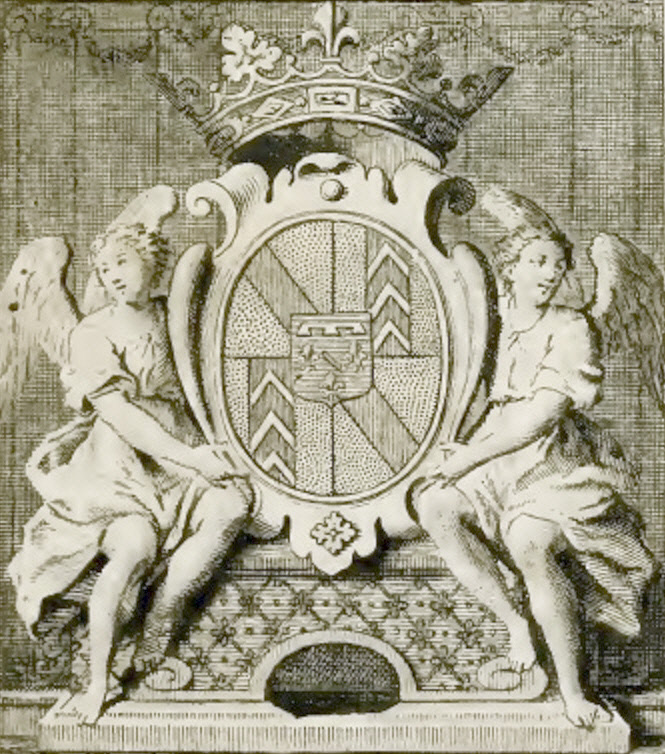
Exlibris des l’Abbé de Rothelin mit seinem Wappen

Charles galt als einer der gelehrtesten Bibliophilen seiner Zeit. Der nach seinem Tod 1746 erstellte Katalog seiner Bibliothek umfasste 5036 Titel, wobei eine Nummer vielfach für mehrbändige Werke steht. Seine Sammlung fand nicht nur Beachtung wegen der vorhandenen Titel, sondern auch wegen der exquisiten Ausstattung der Bücher. Rothelin ließ seine Bücher bei den besten Buchbindern von Paris binden und auch sein Exlibris mit seinem Wappen einfügen. Dieses Wappen enthält auch noch die Wappen der Markgrafen von Hachberg-Sausenberg und der Grafen von Neuenburg, womit Rothelin an die Urahnin des Geschlechts, Jeanne de Hochberg, anknüpft. Bei der Versteigerung seiner Bibliothek im März 1747 wurde die Buchsammlung auseinandergerissen – sie erbrachte einen Ertrag von 83000 Livres.

### Der Anti-Lukrez
Der Kardinal de Polignac hinterließ das Manuskript einer Widerlegung des Lukrez in metrischen Versen, den er 1741 auf dem Totenbett Rothelin zur Überarbeitung und späteren Publikation anvertraute. Rothelin erkrankte jedoch selbst und starb 1744, ohne die Arbeit ganz vollendet zu haben. So machte erst Charles LeBeau das Werk druckfertig und ließ es 1747 in Paris publizieren („Anti-Lucretius sive De Deo et Natura“ – Anti-Lukrez oder Über Gott und die Natur). Innerhalb von 20 Jahren wurden 15 Auflagen der lateinischen Fassung und eine Anzahl von Übersetzungen ins Französische, Italienische, Englische und Deutsche veröffentlicht.

### Das Münzkabinett
Charles besaß ein umfangreiches Münzkabinett mit zahlreichen römischen Münzen. Er schenkte Charles LeBeau kurz vor seinem Tod etwa 9000 Bronzemünzen. Die restliche Sammlung kaufte aus seinem Nachlass der König von Spanien Ferdinand VI. für 87000 Livres. Sie befindet sich heute mit 136 Gold- und 5293 Silbermünzen im Escorial.

## Werke
- Anti-Lucretius, sive De Deo et natura, libri novem [in verse. C. d’Orléans ... von Melchoir de Polignac (card.)]
- Des Herrn Cardinals Melchior von Polignac Antilucrez: oder neun Bücher von ... von Cardinal Melchior de Polignac,Martin Friedrich Schäffern, Charles d’Orléans de Rothelin, Band 1 online in der Google-Buchsuche
- Observations Et Détails Sur la Collection Des Grands Et Des Petits Voyages; [Ausarbeitung zu der von Theodor de Bry und seinen Nachfolgern herausgegebenen Sammlung von Reiseberichten über Amerika (große Reisen), Afrika und Asien (kleine Reisen)], Paris 1742